# Марія Екстранд
Марія Екстранд (швед. Maria Ekstrand; нар. 2 березня 1970) — колишня шведська тенісистка.
Найвищу одиночну позицію світового рейтингу — 149 місце досягла 15 липня 1991, парну — 142 місце — 9 липня 1990 року.
Найвищим досягненням на турнірах Великого шолома було 2 коло в одиночному розряді.

## Фінали ITF
| турніри $75,000 |
| турніри $25,000 |
| турніри $10,000 |

### Одиночний розряд: 5 (3–2)
| Результат | Ранг | Дата              | Турнір                   | Покриття | Суперниця      | Рахунок  |
| --------- | ---- | ----------------- | ------------------------ | -------- | -------------- | -------- |
| Поразка   | 1.   | 1 лютого 1988     | Tapiola, Фінляндія       | Тверде   | Мартіна Павлік | 4–6, 4–6 |
| Перемога  | 1.   | 28 листопада 1988 | Okpe, Нігерія            | Тверде   | Тітія Вілмінк  | 7–5, 7–6 |
| Перемога  | 2.   | 5 грудня 1988     | Бенін-Сіті, Нігерія      | Тверде   | Тітія Вілмінк  | 6–1, 6–4 |
| Перемога  | 3.   | 1 жовтня 1990     | Йорк (Пенсільванія), США | Тверде   | Стейсі Шеффлін | 6–2, 6–1 |
| Поразка   | 2.   | 18 січня 1993     | Гельсінкі, Фінляндія     | Килим    | Елена Савольді | 2–6, 0–6 |

### Парний розряд: 8 (1–7)
| Результат | Ранг | Дата              | Турнір                       | Покриття | Партнерка        | Суперниці                         | Рахунок       |
| --------- | ---- | ----------------- | ---------------------------- | -------- | ---------------- | --------------------------------- | ------------- |
| Поразка   | 1.   | 2 лютого 1987     | Герсгольм, Данія             | Килим    | Лоне Ванборґ     | Марія Страндлунд Юнна Юнеруп      | 1–6, 3–6      |
| Поразка   | 2.   | 21 вересня 1987   | Лорка, Іспанія               | Ґрунт    | Моніка Лундквіст | Амі Єнссон Роголт Паулетте Морено | 6–7, 7–6, 5–7 |
| Поразка   | 3.   | 25 квітня 1988    | Саттон, Велика Британія      | Ґрунт    | Моніка Лундквіст | Аманда Гранфелд Джо Луїс          | 6–4, 6–7, 4–6 |
| Поразка   | 4.   | 28 листопада 1988 | Okpe, Нігерія                | Тверде   | Яна Коран        | Тітія Вілмінк Коріне Баусманс     | 6–7(0), 1–6   |
| Перемога  | 1.   | 5 грудня 1988     | Бенін-Сіті, Нігерія          | Тверде   | Тітія Вілмінк    | Коріне Баусманс Гемел Меґані      | 6–2, 6–3      |
| Поразка   | 5.   | 17 липня 1989     | Дармштадт, Західна Німеччина | Ґрунт    | Мішель Штребель  | Петра Голубова Нора Байчикова     | 3–6, 2–6      |
| Поразка   | 6.   | 21 жовтня 1991    | Оїта, Японія                 | Тверде   | Забіне Ломанн    | Лупіта Новело Крістін Кунс        | 1–6, 5–7      |
| Поразка   | 7.   | 18 січня 1993     | Гельсінкі, Фінляндія         | Килим    | Ванесса Маттіс   | Сусанна Аттілі Елена Савольді     | 7–5, 3–6, 3–6 |